# Andrea Horn (Moderatorin)

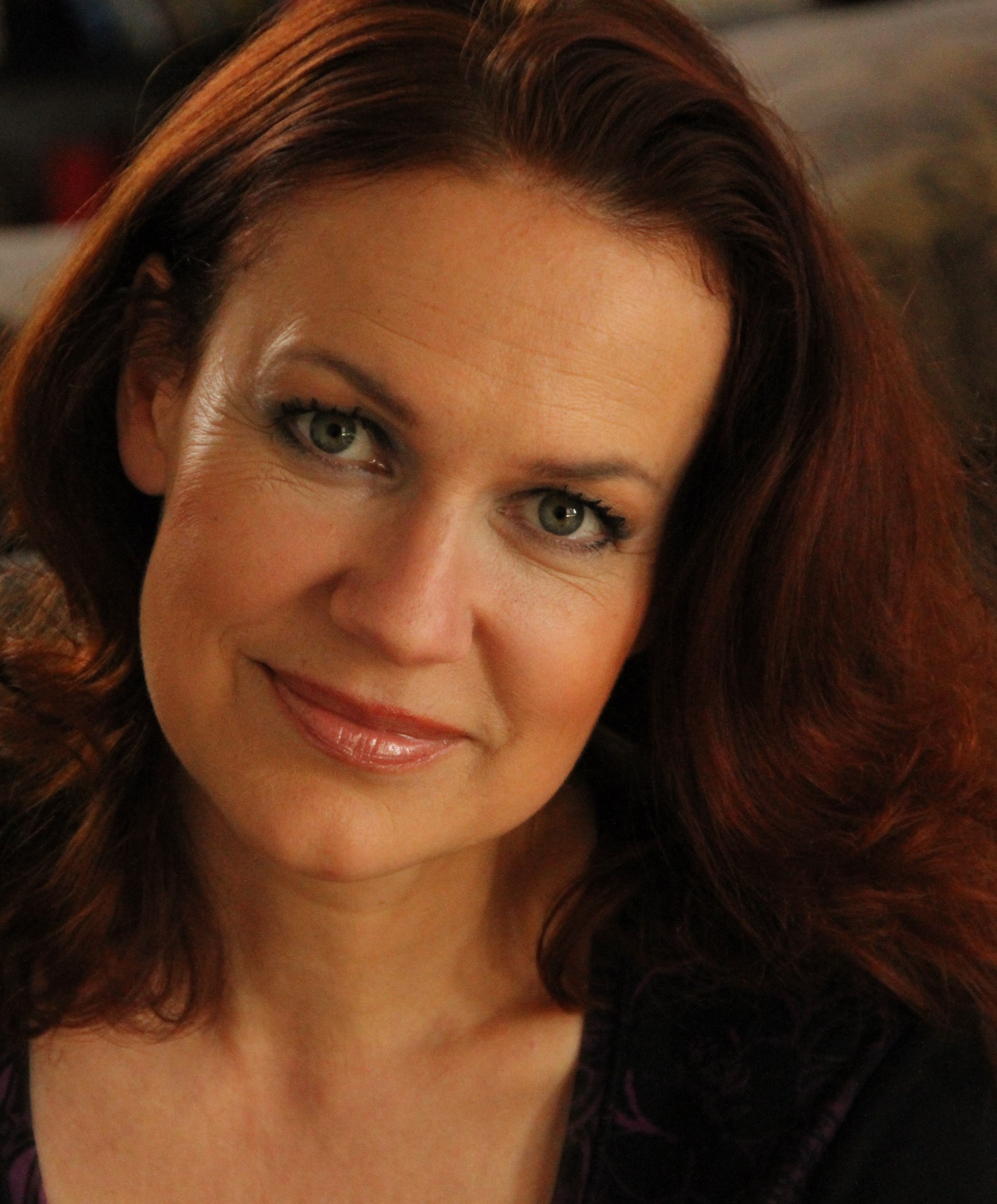
Andrea Horn (2011)

Andrea Horn (* 1959) ist eine deutsche Fernsehmoderatorin.

## Leben
Im Laufe ihrer Karriere war sie für vier TV-Sender tätig; als Ansagerin, Programmsprecherin, Journalistin und Moderatorin. Bis 2022 präsentierte sie das multithematische Magazin MDR um 11. Im Jahr 1979 bei einem Casting des DDR-Fernsehens auf dem Berliner Alexanderplatz entdeckt, startete Andrea Horn als 19-jährige und damals jüngste Ansagerin des DFF in die Fernsehbranche. Nach Abitur und Fachschulabschluss als Krankenschwester studierte sie während ihrer Tätigkeit beim Fernsehen Journalistik an der Universität Leipzig.
Sie nahm Unterricht in Sprecherziehung und Kunstgeschichte, stand für eine kleine Rolle im „Polizeiruf 110“ vor der Kamera, moderierte eine Konzertreihe im Berliner Schauspielhaus sowie Kinopremieren. 1990 nahm RTL die bekannte DFF-Ansagerin unter Vertrag, als einzige Moderatorin im Spätprogramm moderierte sie unter anderem 1991 die Sondersendung zum Gedenken an Roy Black.
1992 wurde das ZDF auf Andrea Horn aufmerksam und engagierte die damals 32-jährige ins TV-Studio nach Mainz, wo sie bis 1999 durch das ZDF-Programm führte.
1993/94 war Andrea Horn auch Gastgeberin auf dem MDR-Riverboat. Nach einer kurzen Fernsehpause stand Andrea Horn ab 2001 wieder vor der Kamera, beim Mittagsmagazin MDR um 11. Hier übernahm sie auch redaktionelle Aufgaben, begleitete unter anderem 2010 ein Ärzteteam nach Manila, interviewte zahlreiche Prominente und Experten.
In der 2011 gedrehten TV-Doku „Die Schönen von Adlershof“ von Lutz Pehnert werden Andrea Horn und einige ihrer ehemaligen Kolleginnen porträtiert.
Andrea Horn hat eine Tochter und lebt in Berlin.